# Antimönster
Antimönster är en problemidentifieringsteknik inom programutvecklingsmetodik som innebär att man katalogiserar olika typiska problem och dess typiska mest idiotiska lösningar. Metoden syftar till att genom rikliga exemplifieringar kodifiera kunskap om programutveckling. Den engelskspråkiga termen är anti patterns.

## Antimönster
- Blobprogrammering
- Spaghettiprogrammering
- Ravioliprogrammering
- Rube Goldberg-maskin
- Den gyllene hammaren
- Programröta

## Besläktade fenomen
- Vaporware
- Linco Hesto